# Arrow (músico)
Alphonsus Celestine Edmund Cassell (Montserrat, 16 de novembro de 1949 – Montserrat, 15 de setembro de 2010), conhecido como Arrow, foi um cantor e compositor de lcalypso e soca nascido em Montserrat. Sua canção mais conhecida é "Hot, hot, hot", famosa no Brasil especialmente por ser utilizada em programas do apresentador Sílvio Santos.